# Нюсляйн, Лоуренс
Лоуренс Адам Нюсляйн (англ. Lawrence Adam Nuesslein, 16 мая 1895 — 10 мая 1971) — американский стрелок, олимпийский чемпион и чемпион мира.
Лоуренс Нюсляйн родился в 1895 году в Ричфилде, штат Нью-Джерси, но почти всю жизнь прожил в Аллентауне, штат Пенсильвания, где 22 года заведовал складом «Sears, Roebuck & Co».
В 1920 году на Олимпийских играх в Антверпене Лоуренс Нюсляйн стал чемпионом в личном и командном первенствах в стрельбе из малокалиберной винтовки стоя на дистанции 50 м, а также завоевал серебряную медаль в командном первенстве в стрельбе из военной винтовки стоя на дистанции 300 м, бронзовую медаль в личном первенстве в стрельбе из военной винтовки стоя на дистанции 300 м и бронзовую медаль в командном первенстве в стрельбе одиночными выстрелами по движущейся мишени.
В 1923 году Лоуренс Нюсляйн принял участие в проходившем в Кемп-Перри чемпионате мира по стрельбе, где завоевал две золотые и две бронзовые медали, а в 1927 году он завоевал бронзовую медаль чемпионата мира в Риме.